# Brännemo kyrka
Brännemo kyrka, även Brännemo kapell, är en kyrkobyggnad som tillhör Götlunda församling i Skara stift. Den ligger i norra delen av Skövde kommun.

## Kyrkobyggnaden
Kyrkan uppfördes 1919-1923 på initiativ av kyrkoherde Ernst Wennerblad som även utförde ritningarna.
Byggnaden är murad av tegel samt putsad och vitfärgad. Sadeltaket och tornhuven är beklädda med svart plåt. Planen består av ett rektangulärt långhus med ett smalare kor i öster och torn med entré i väster. En renovering genomfördes 1938 under ledning av arkitekt Adolf Niklasson då de tidigare blottade tegelmurarna vitputsades. 
Kyrkorummet har mittgång och separata bänkkvarter. Koret är separat med altare mot fondväggen och det försågs 1948 med figurmålningar utförda av Simon Sörman. 

## Inventarier
- Predikstolen är från 1923 och förenklades 1938.
- En träfärgad dopfunt med åttakantig cuppa är byggd 1948 efter ritningar av Adolf Niklasson.

## Orgel
Den pneumatiska orgeln med sju stämmor och två manualer är tillverkad 1938 av Nordfors & Co. Orgelfasaden är ritad av Adolf Niklasson.
| Manual I (C-g3) | Manual II (C-g3) | Pedal (C-f1) | Koppel  |
| --------------- | ---------------- | ------------ | ------- |
| Principal 8'    | Fugara 8'        | Subbas 16'   | II/I    |
| Gedakt 8'       | Rörflöjt 4'      |              | I/P     |
| Oktava 4'       | Blockflöjt 2'    |              | II/P    |
|                 |                  |              | I 4'/I  |
|                 |                  |              | II 4'/I |
|                 |                  |              | II 4'/P |

Tutti, forte, utlösare samt crescendosvällare för hela orgeln.

## Interiörbilder

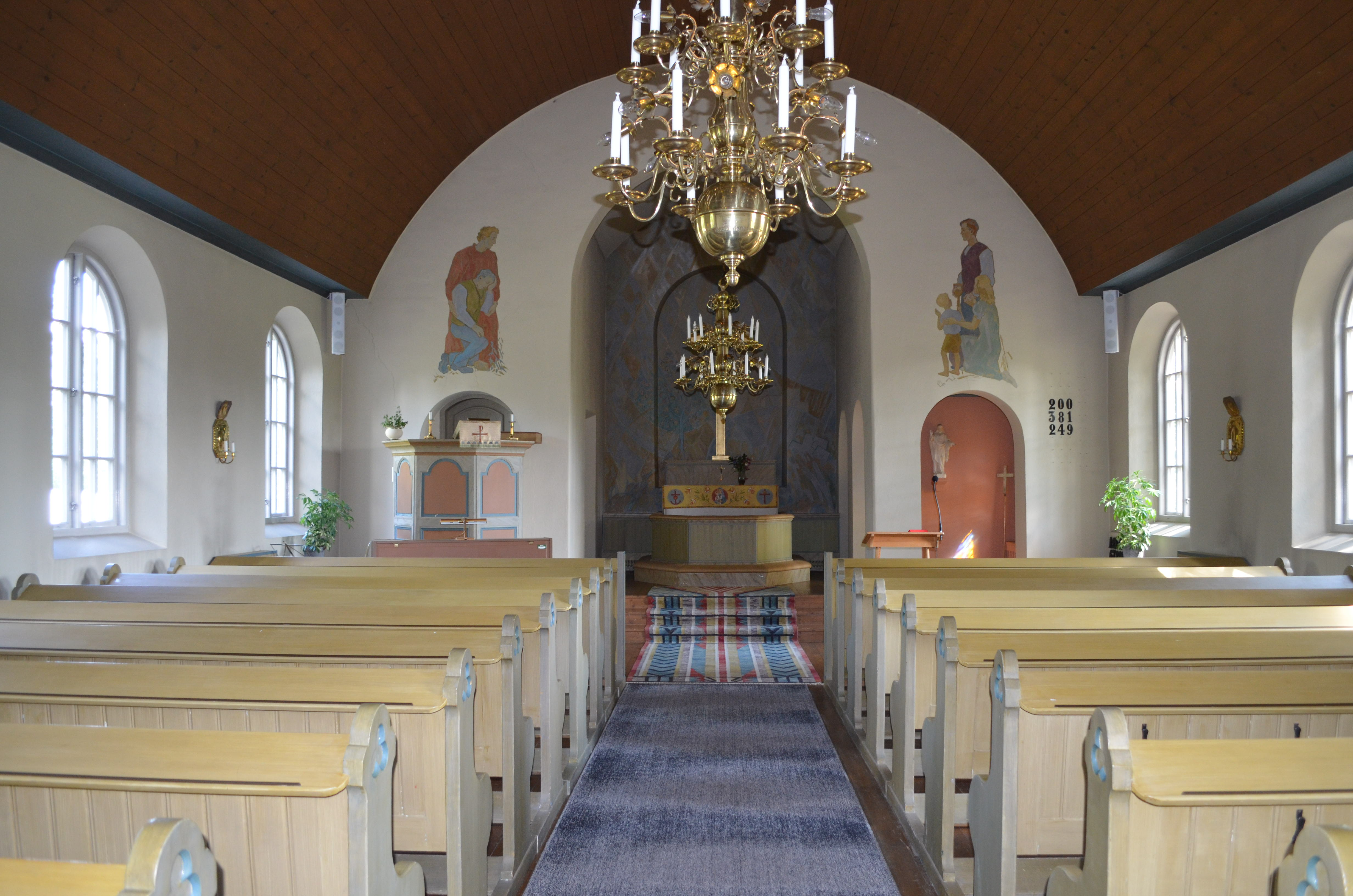
Altargången
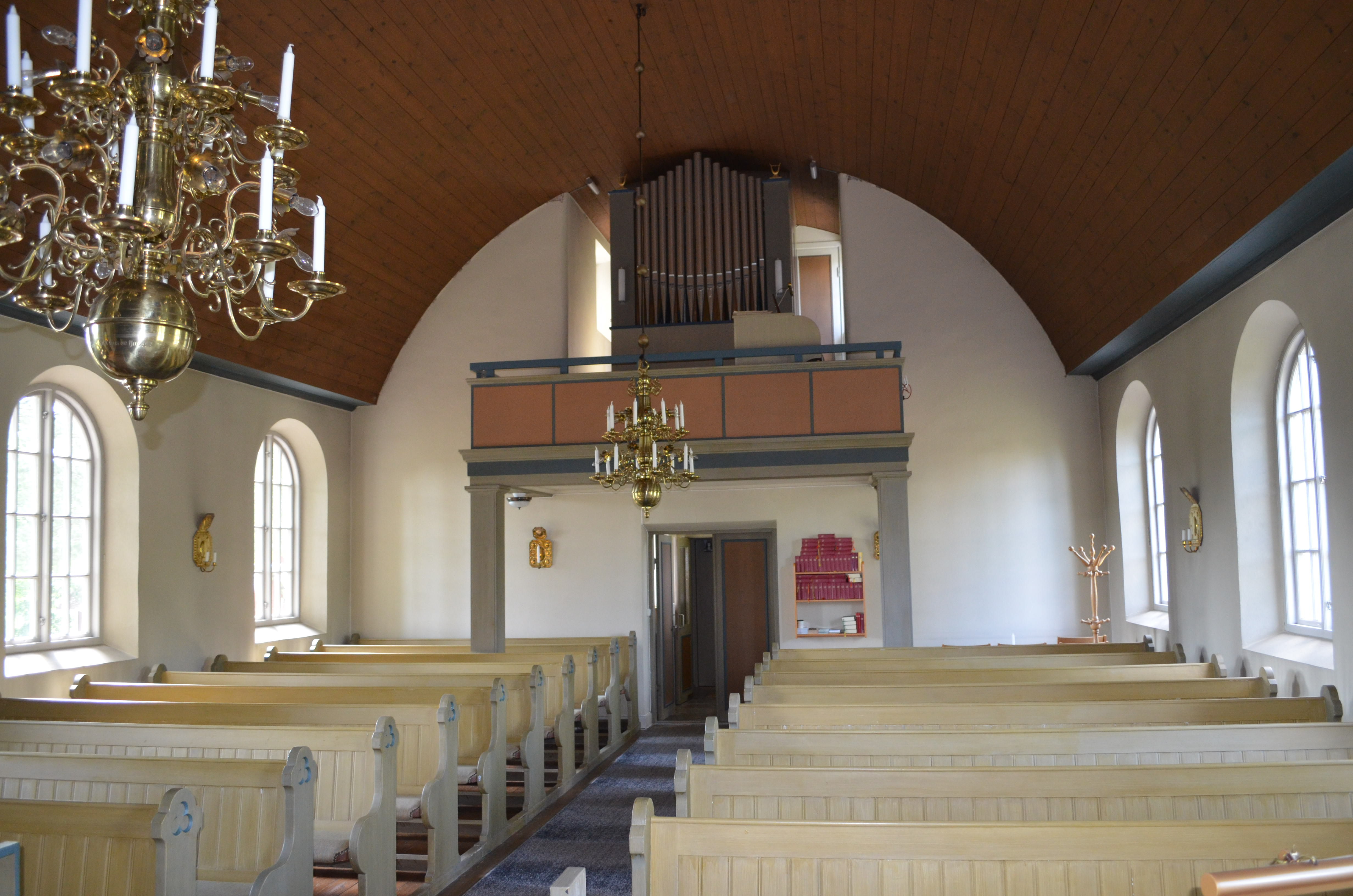
Orgelläktaren
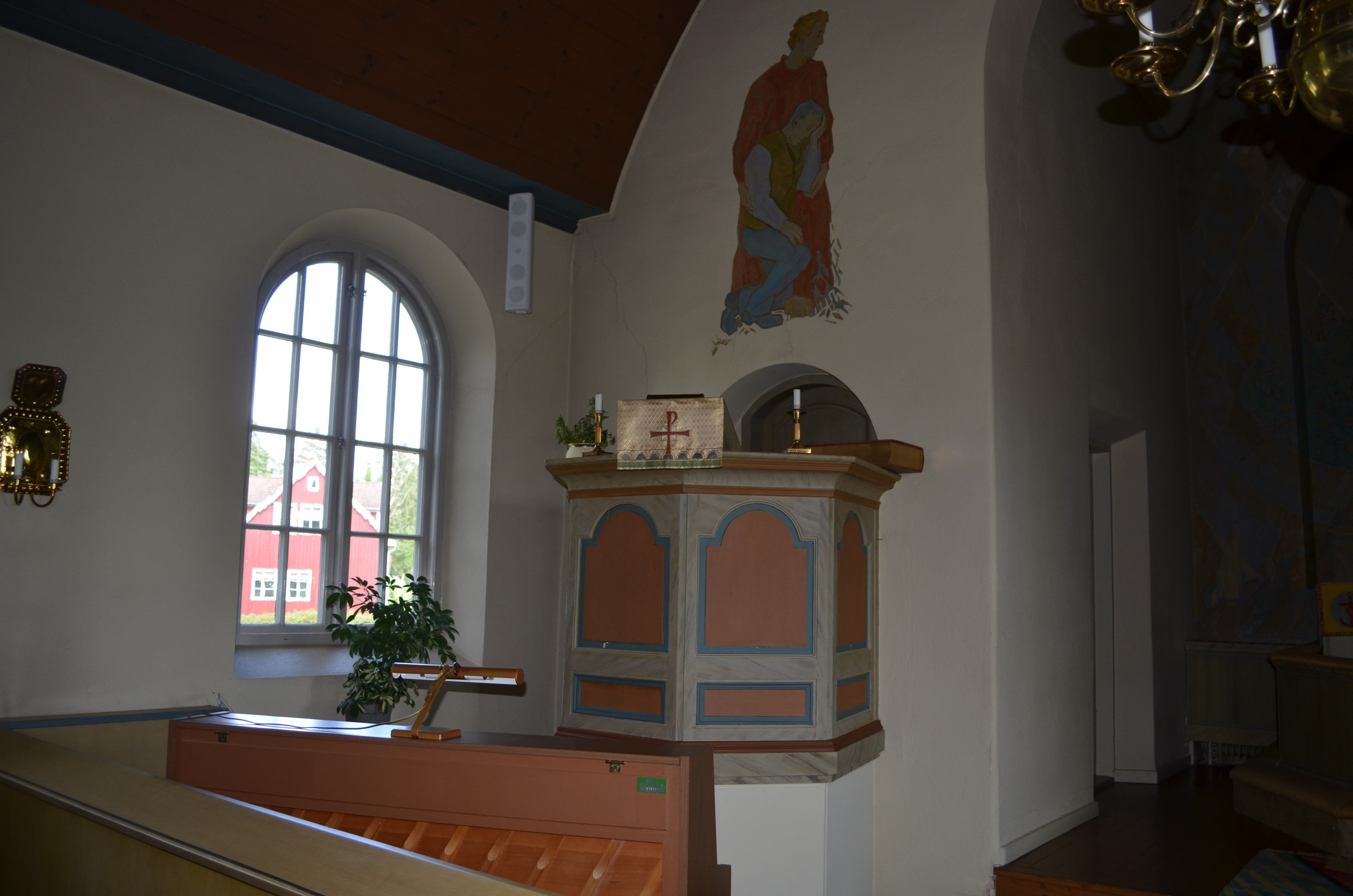
Predikstolen
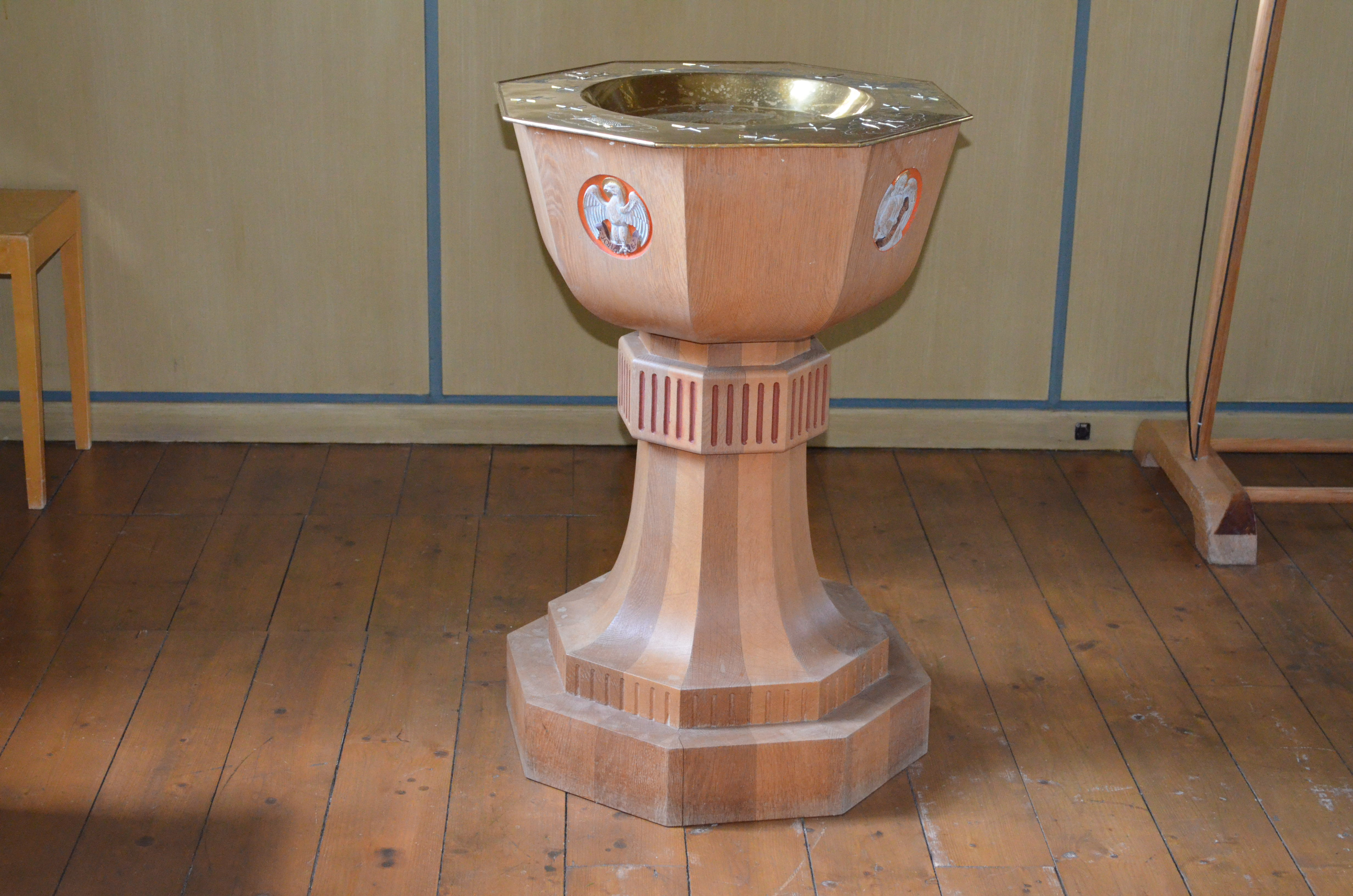
Dopfunten